# Cicindela

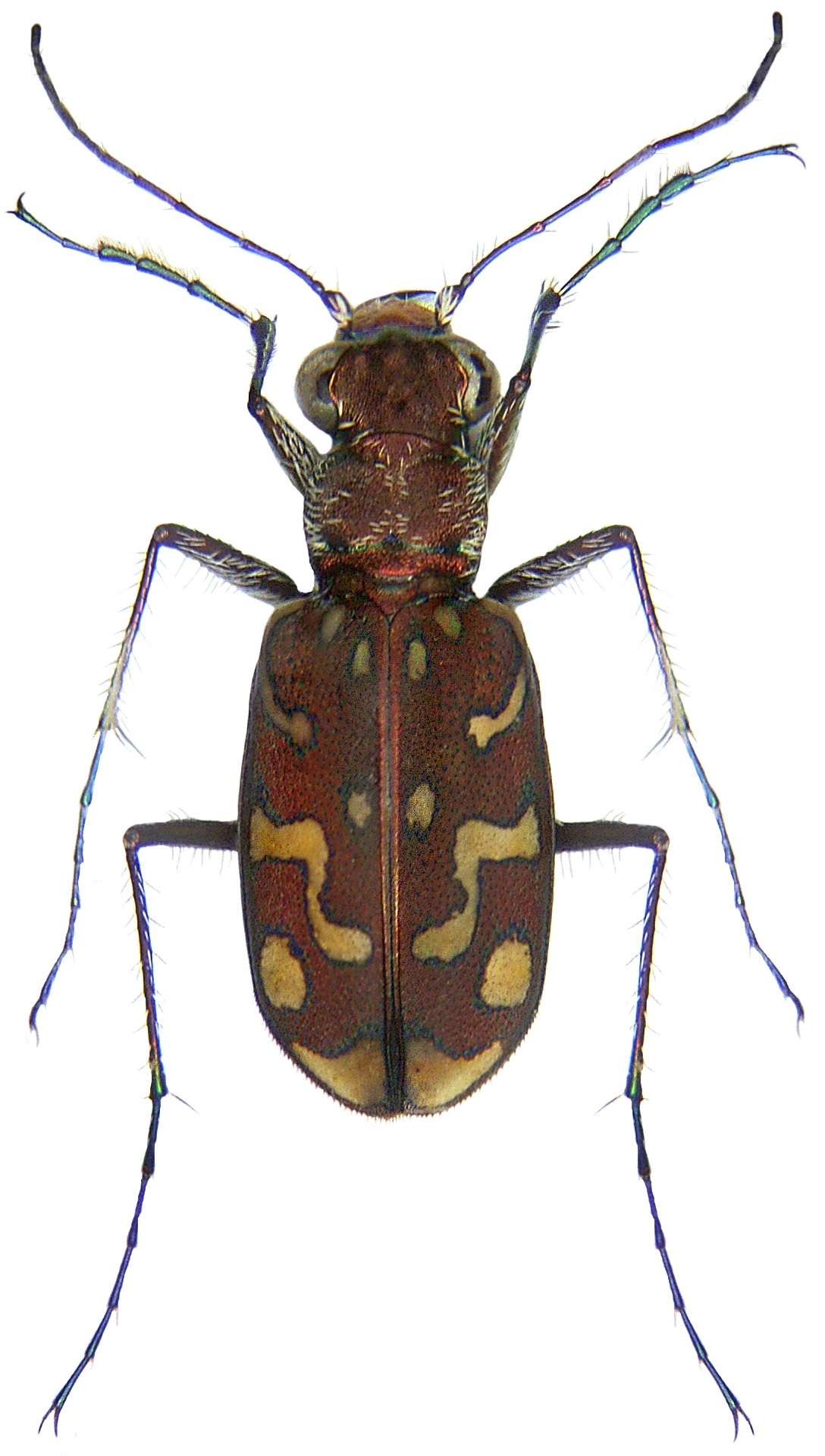
Cicindela flexuosa

Cicindela este un gen de insecte coleoptere din familia Carabidae.

## Specii
Mai jos este o listă de specii din acest gen: 
- Cicindela abdominalis Fabricius, 1801
- Cicindela aberrans Fairmaire, 1871
- Cicindela aeneicollis (Bates, 1881)
- Cicindela africana (Cassola, 1983)
- Cicindela albissima Rumpp, 1962
- Cicindela albosinuata Olsoufieff, 1934
- Cicindela allardi (Cassola, 1983)
- Cicindela alluaudi W. Horn, 1911
- Cicindela altaica Eschscholtz, 1829
- Cicindela amargosae Dahl, 1939
- Cicindela ancocisconensis T.W. Harris, 1852
- Cicindela andrewesi (W. Horn, 1894)
- Cicindela angulicollis W. Horn, 1900
- Cicindela ankarahitrae (Jeannel, 1946)
- Cicindela anometallescens W. Horn, 1893
- Cicindela arenaria Fuessly, 1775
- Cicindela arenicola Rumpp, 1967
- Cicindela asiatica Audouin & Brulle, 1839
- Cicindela asperula L. Dufour, 1821
- Cicindela assamensis Parry, 1844
- Cicindela aterrima (Klug, 1834)
- Cicindela aurofasciata Dejean, 1831
- Cicindela aurora (Thomson, 1859)
- Cicindela aurulenta Fabricius, 1801
- Cicindela basilewskyana (Cassola, 1982)
- Cicindela batesi Fleutiaux, 1894
- Cicindela bellissima Leng, 1902
- Cicindela beneshi Varas Arangua, 1929
- Cicindela bianconii (Bertoloni, 1858)
- Cicindela bicolor Fabricius, 1781
- Cicindela bramani Dokhtouroff, 1882
- Cicindela brazzai Fleutiaux, 1893
- Cicindela calligramma Schaum, 1861
- Cicindela campestris Linnaeus, 1758
- Cicindela cardini (Leng & Mutchler, 1916)
- Cicindela carissima Fleutiaux, 1919
- Cicindela carlana Gestro, 1893
- Cicindela carolae Gage & McKown, 1991
- Cicindela carthagena (Dejean, 1831)
- Cicindela caternaulti Guerin-Meneville, 1849
- Cicindela cazieri Vogt, 1949
- Cicindela ceylonensis W. Horn, 1892
- Cicindela chinensis DeGeer, 1774
- Cicindela chrysippe (Bates, 1884)
- Cicindela cicindeloides (W. Horn, 1905)
- Cicindela cincta Olivier, 1790
- Cicindela clarina Bates, 1881
- Cicindela clavator (Jeannel, 1946)
- Cicindela clypeata Fischer von Waldheim, 1821
- Cicindela coerulea Pallas, 1773
- Cicindela columbica Hatch, 1938
- Cicindela compressicornis Boheman, 1860
- Cicindela congoensis Fleutiaux, 1893
- Cicindela convexoabrupticollis W. Horn, 1931
- Cicindela coquereli Fairmaire, 1867
- Cicindela corbetti W. Horn, 1899
- Cicindela craveri Thomson, 1856
- Cicindela cristipennis W. Horn, 1905
- Cicindela cubana (Leng & Mutchler, 1916)
- Cicindela cyanea Fabricius, 1787
- Cicindela cyaniventris (Chevrolat, 1834)
- Cicindela decemnotata Say, 1817
- Cicindela denikei Brown, 1934
- Cicindela denverensis Casey, 1897
- Cicindela depressula Casey, 1897
- Cicindela descarpentriesi (Deuve, 1987)
- Cicindela desertorum Dejean, 1825
- Cicindela desgodinsii Fairmaire, 1887
- Cicindela deyrollei Guerin-Meneville, 1849
- Cicindela didyma Dejean, 1825
- Cicindela diehli (Wiesner, 1997)
- Cicindela discrepans Walker, 1858
- Cicindela dispersesignata W. Horn, 1913
- Cicindela divergentemaculata W. Horn, 1913
- Cicindela diversa W. Horn, 1904
- Cicindela diversilabris (Cassola, 1996)
- Cicindela dives Gory, 1833
- Cicindela duodecimguttata Dejean, 1825
- Cicindela duplosetosa W. Horn, 1929
- Cicindela duponti Dejean, 1826
- Cicindela dysenterica (Bates, 1881)
- Cicindela elegantula Dokhtouroff, 1882
- Cicindela equestris Dejean, 1826
- Cicindela euthales Bates, 1882
- Cicindela fabriciana W. Horn, 1915
- Cicindela fatidica Guerin-Meneville, 1847
- Cicindela favergeri (Audouin & Brulle, 1839)
- Cicindela feisthamelii Guerin-Meneville, 1849
- Cicindela fera (Chevrolat, 1834)
- Cicindela ferriei Fleutiaux, 1895
- Cicindela fimbriata Dejean, 1831
- Cicindela flavomaculata Hope, 1831
- Cicindela flavosignata Laporte de Castelnau, 1835
- Cicindela flavovestita (Fairmaire, 1884)
- Cicindela fleutiauxi W. Horn, 1915
- Cicindela flohri (Bates, 1878)
- Cicindela foliicornis W. Horn, 1896
- Cicindela fontanea Werner, 2007
- Cicindela formosa Say, 1817
- Cicindela fulgida Say, 1823
- Cicindela gabonica Bates, 1878
- Cicindela galapagoensis (W. Horn, 1920)
- Cicindela gallica Brulle, 1834
- Cicindela gemmata Faldermann, 1835
- Cicindela gemmifera W. Horn, 1893
- Cicindela gigantula Schilder, 1953
- Cicindela goryi Chaudoir, 1852
- Cicindela gracileguttata (Mandl, 1966)
- Cicindela grandidieri Kunckel d’Herculais, 1887
- Cicindela grandis W. Horn, 1897
- Cicindela granulata Gebler, 1843
- Cicindela guerrerensis (Bates, 1890)
- Cicindela guttata Wiedemann, 1823
- Cicindela haefligeri W. Horn, 1905
- Cicindela hamiltoniana J. Thomson, 1857
- Cicindela harmandi Fleutiaux, 1893
- Cicindela herbacea Klug, 1832
- Cicindela heros Fabricius, 1801
- Cicindela hiekei (Cassola, 1982)
- Cicindela highlandensis (Choate, 1984)
- Cicindela hirticollis Say, 1817
- Cicindela hybrida Linnaeus, 1758
- Cicindela hydrophoba (Chevrolat, 1835)
- Cicindela iberica Mandl, 1935
- Cicindela intermedia Chaudoir, 1852
- Cicindela interrupta Fabricius, 1775
- Cicindela interruptoabbreviata W. Horn, 1921
- Cicindela interruptofasciata Schmidt-Goebel, 1846
- Cicindela isaloensis (J. Moravec, 2000)
- Cicindela ismenia Gory, 1833
- Cicindela japana Motschulsky, 1858
- Cicindela javetii Chaudoir, 1861
- Cicindela junkeri H.Kolbe, 1892
- Cicindela juno W. Horn, 1901
- Cicindela kachowskyi W. Horn, 1903
- Cicindela karlwerneri (J. Moravec, 1999)
- Cicindela kassaica (Rivalier, 1948)
- Cicindela kenyana (Cassola, 1995)
- Cicindela kerandeli Maindron, 1909
- Cicindela kikondjae (Cassola, 1982)
- Cicindela kolbeana W. Horn, 1915
- Cicindela lacrymans Schaum, 1863
- Cicindela lacteola Pallas, 1776
- Cicindela lagunensis Gautier des Cottes, 1872
- Cicindela lamburni (J. Moravec, 1999)
- Cicindela latesignata LeConte, 1851
- Cicindela laticornis W. Horn, 1900
- Cicindela laurae Gestro, 1893
- Cicindela lengi W. Horn, 1908
- Cicindela leptographa (Rivalier, 1965)
- Cicindela leucopicta Quedenfeldt, 1888
- Cicindela lewisii Bates, 1873
- Cicindela limbalis Klug, 1834
- Cicindela limbata Say, 1823
- Cicindela lisaannae (Gage, 1991)
- Cicindela lizleriana (Werner, 1997)
- Cicindela longestriata W. Horn, 1912
- Cicindela longicornis (W. Horn, 1913)
- Cicindela longilabris Say, 1824
- Cicindela lugubris Dejean, 1825
- Cicindela lurida Fabricius, 1781
- Cicindela lusitanica Mandl, 1935
- Cicindela macrochila (Rivalier, 1948)
- Cicindela macropus W. Horn, 1915
- Cicindela majalis Mandl, 1935
- Cicindela marginata  Fabricius, 1775 [2]Cicindela marginata
- Cicindela marginella Dejean, 1826

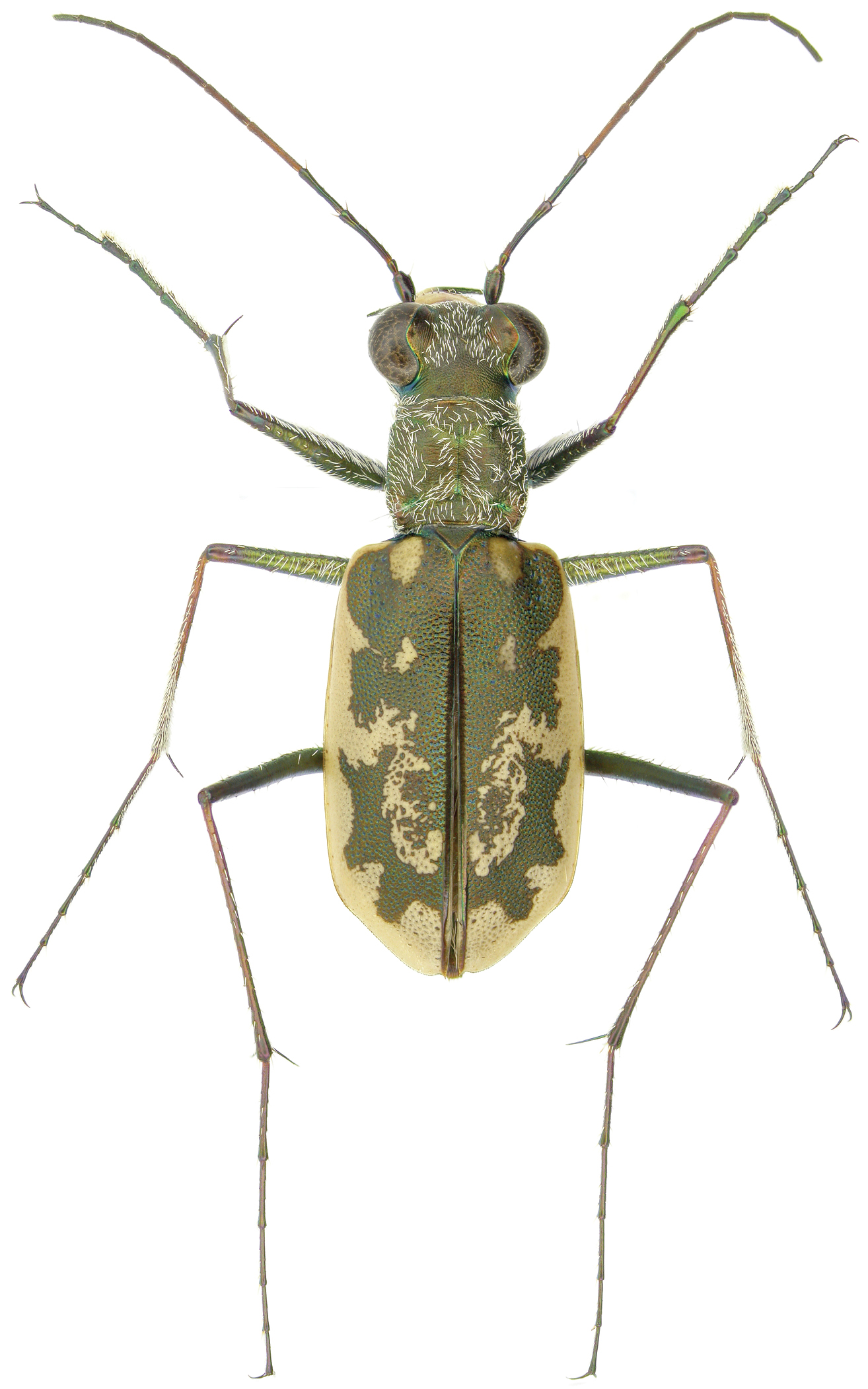
Cicindela marginata

- Cicindela marginipennis Dejean, 1831
- Cicindela mariae Gestro, 1893
- Cicindela maritima Dejean, 1822
- Cicindela maroccana Fabricius, 1801
- Cicindela marshalli Peringuey, 1896
- Cicindela mathani (W. Horn, 1897)
- Cicindela mechowi Quedenfeldt, 1883
- Cicindela mimula Peringuey, 1896
- Cicindela mireki (Werner, 2003)
- Cicindela miseranda W. Horn, 1893
- Cicindela monticola Menetries, 1832
- Cicindela moraveci (Sawada & Wiesner, 1999)
- Cicindela mouhoti Chaudoir, 1865
- Cicindela muata Harold, 1878
- Cicindela mufumbweana Cassola, Werner & Schule, 2009
- Cicindela mwinilungae Cassola, Werner & Schule, 2009
- Cicindela myinthlaingi (Wiesner, 2004)
- Cicindela nagaii (Sawada & Wiesner, 1999)
- Cicindela nebraskana Casey, 1909
- Cicindela neumanni H.Kolbe, 1894
- Cicindela nigrior Schaupp, 1884
- Cicindela nigritula W. Horn, 1915
- Cicindela nilotica Dejean, 1825
- Cicindela nordmanni Chaudoir, 1848
- Cicindela nosei (Sawada & Wiesner, 2000)
- Cicindela notata Boheman, 1848
- Cicindela notopleuralis Acciavatti & Pearson, 1989
- Cicindela nubifera Quedenfeldt, 1883
- Cicindela nysa Guerin-Meneville, 1849
- Cicindela obsoleta (Say, 1823)
- Cicindela ocellata (Klug, 1834)
- Cicindela octogramma Chaudoir, 1852
- Cicindela octonotata Wiedemann, 1819
- Cicindela ohlone Freitag, Kavanaugh & Morgan, 1993
- Cicindela oregona LeConte, 1857
- Cicindela osa Alluaud, 1902
- Cicindela papillosa (Chaudoir, 1854)
- Cicindela parowana Wickham, 1905
- Cicindela patruela Dejean, 1825
- Cicindela permaculata (Basilewsky, 1971)
- Cicindela perroti Fairmaire, 1897
- Cicindela petermayri (Werner, 2003)
- Cicindela petiti Guerin-Meneville, 1849
- Cicindela pierroni Fairmaire, 1880
- Cicindela pimeriana Leconte, 1866
- Cicindela plutonica Casey, 1897
- Cicindela princeps Vigors, 1825
- Cicindela prodotiformis W. Horn, 1892
- Cicindela pseudoaurora (Johnson, 1998)
- Cicindela pseudoradians (Johnson, 1998)
- Cicindela pseudorusticana W. Horn, 1921
- Cicindela pseudosoa W. Horn, 1900
- Cicindela pseudosuturalis W. Horn, 1929
- Cicindela pseudotereticollis W. Horn, 1929
- Cicindela pseudoviridis W. Horn, 1914
- Cicindela pudibunda Boheman, 1860
- Cicindela pudica Boheman, 1848
- Cicindela pugetana Casey, 1914
- Cicindela pulchra Say, 1823
- Cicindela punctulata Olivier, 1790
- Cicindela purpurea Olivier, 1790
- Cicindela quadriguttata Wiedemann, 1821
- Cicindela quedenfeldti W. Horn, 1896
- Cicindela radians (Chevrolat, 1841)
- Cicindela regina H. Kolbe, 1885
- Cicindela repanda Dejean, 1825
- Cicindela resplendens Dokhtouroff, 1888
- Cicindela restricta Fischer von Waldheim, 1828
- Cicindela rhodoterena Tschitscherine, 1903
- Cicindela rivalieri (Basilewsky, 1958)
- Cicindela roseiventris (Chevrolat, 1834)
- Cicindela rufiventris (Dejean, 1825)
- Cicindela rufoaenea (W. Horn, 1915)
- Cicindela rufomarginata Boheman, 1848
- Cicindela rugicollis Fairmaire, 1871
- Cicindela rusticana Peringuey, 1892
- Cicindela sacchii (Cassola, 1978)
- Cicindela sachalinensis A.Morawitz, 1862
- Cicindela safraneki Werner & Wiesner, 2008
- Cicindela sahlbergii Fischer von Waldheim, 1824
- Cicindela sahy Alluaud, 1902
- Cicindela salvazai Fleautiaux, 1919
- Cicindela satura (Rivalier, 1965)
- Cicindela scabrosa Schaupp, 1884
- Cicindela schillhammeri (Wiesner, 2004)
- Cicindela sedecimpunctata (Klug, 1834)
- Cicindela segonzaci Bedel, 1903
- Cicindela semiconfluens (Rivalier, 1965)
- Cicindela separata Fleutiaux, 1894
- Cicindela serieguttata W. Horn, 1934
- Cicindela setosomalaris W. Horn, 1913
- Cicindela sexguttata Fabricius, 1775
- Cicindela sexpunctata Fabricius, 1775
- Cicindela shinjii (Sawada & Wiesner, 2000)
- Cicindela shivah Parry, 1848
- Cicindela shozoi (Naviaux & Sawada, 1989)
- Cicindela sjoestedti W. Horn, 1927
- Cicindela smrzi (Werner, 2005)
- Cicindela soalalae Fairmaire, 1903
- Cicindela soluta Dejean, 1822
- Cicindela sommeri (Mannerheim, 1837)
- Cicindela songorica Motschulsky, 1845
- Cicindela splendida Hentz, 1830
- Cicindela suturata W. Horn, 1915
- Cicindela sylvatica Linnaeus, 1758
- Cicindela sylvicola Dejean, 1822: 51
- Cicindela talychensis Chaudoir, 1846
- Cicindela tenuicincta Schaupp, 1884
- Cicindela tenuisignata (LeConte, 1851)
- Cicindela tereticollis Boheman, 1860
- Cicindela thalestris (Bates, 1890)
- Cicindela theatina Rotger, 1944
- Cicindela trailini (Werner, 1999)
- Cicindela tranquebarica Herbst, 1806
- Cicindela transbalcalica Motschulsky, 1844
- Cicindela transversefasciata W. Horn, 1913
- Cicindela trifasciata (Fabricius, 1781)
- Cicindela tritoma Schmidt-Goebel, 1846
- Cicindela tuberculata
- Cicindela turkestanica Ballion, 1871
- Cicindela turkestanicoides W. Horn, 1938
- Cicindela varians Ljungh, 1799
- Cicindela vasseletii (Chevrolat, 1834)
- Cicindela velata Bates, 1872
- Cicindela veracruzensis (Johnson, 1998)
- Cicindela villosa Putzeys, 1880
- Cicindela virgula Fleutiaux, 1894
- Cicindela viridiflavescens (W. Horn, 1923)
- Cicindela viridipennis Schilder, 1953
- Cicindela vittata Fabricius, 1801
- Cicindela wachteli (Werner, 2003)
- Cicindela waynei Leffler, 2001
- Cicindela whithillii (Hope, 1838)
- Cicindela xanthophila W. Horn, 1894

Lista speciilor conform Catalogue of Life:
- Cicindela abdominalis
- Cicindela albissima
- Cicindela amargosae
- Cicindela ancocisconensis
- Cicindela arenicola
- Cicindela belfragei
- Cicindela bellissima
- Cicindela blanda
- Cicindela boops
- Cicindela californica
- Cicindela cazieri
- Cicindela celeripes
- Cicindela chlorocephala
- Cicindela circumpicta
- Cicindela columbica
- Cicindela cuprascens
- Cicindela cursitans
- Cicindela debilis
- Cicindela decemnotata
- Cicindela denikei
- Cicindela denverensis
- Cicindela depressula
- Cicindela dorsalis
- Cicindela duodecimguttata
- Cicindela fera
- Cicindela formosa
- Cicindela fulgida
- Cicindela fulgoris
- Cicindela gabbii
- Cicindela gratiosa
- Cicindela haemorrhagica
- Cicindela hamata
- Cicindela highlandensis
- Cicindela hirticollis
- Cicindela hirtilabris
- Cicindela hornii
- Cicindela latesignata
- Cicindela lemniscata
- Cicindela lengi
- Cicindela lepida
- Cicindela limbalis
- Cicindela limbata
- Cicindela longilabris
- Cicindela macra
- Cicindela marginata
- Cicindela marginipennis
- Cicindela marutha
- Cicindela nebraskana
- Cicindela nevadica
- Cicindela nigrior
- Cicindela nigrocoerulea
- Cicindela obsoleta
- Cicindela ocellata
- Cicindela ohlone
- Cicindela olivacea
- Cicindela oregona
- Cicindela pamphila
- Cicindela parowana
- Cicindela patruela
- Cicindela pilatei
- Cicindela pimeriana
- Cicindela plutonica
- Cicindela politula
- Cicindela praetextata
- Cicindela pugetana
- Cicindela pulchra
- Cicindela punctulata
- Cicindela puritana
- Cicindela purpurea
- Cicindela repanda
- Cicindela rufiventris
- Cicindela scabrosa
- Cicindela schauppii
- Cicindela scutellaris
- Cicindela sedecimpunctata
- Cicindela senilis
- Cicindela severa
- Cicindela sexguttata
- Cicindela sperata
- Cicindela splendida
- Cicindela striga
- Cicindela suturalis
- Cicindela tenuicincta
- Cicindela tenuisignata
- Cicindela terricola
- Cicindela theatina
- Cicindela togata
- Cicindela tranquebarica
- Cicindela trifasciata
- Cicindela unipunctata
- Cicindela wapleri
- Cicindela waynei
- Cicindela velutinigrens
- Cicindela wickhami
- Cicindela willistoni
- Cicindela viridicollis
- Cicindela viridisticta

## Galerie

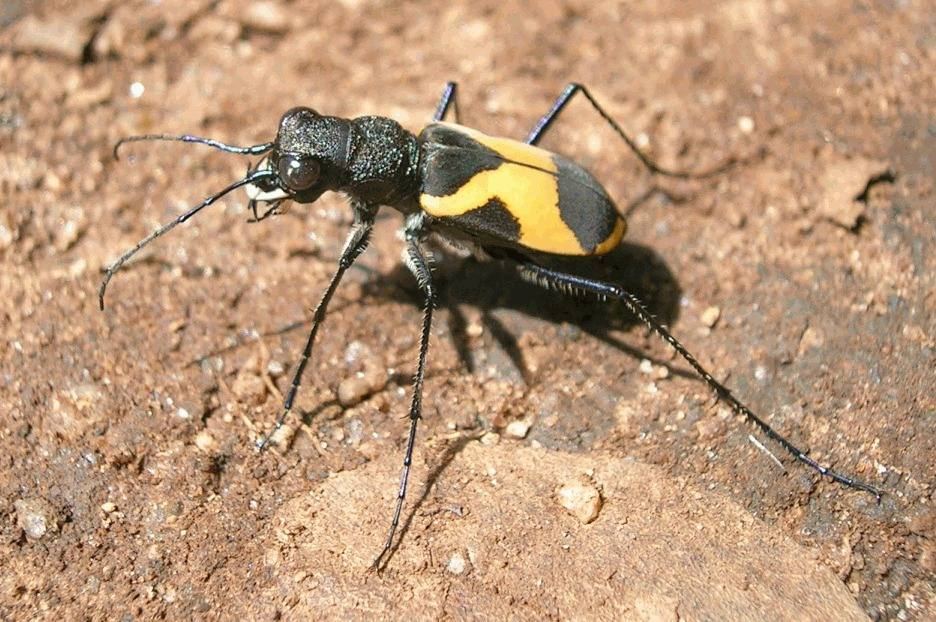
Cicindela aurofasciata
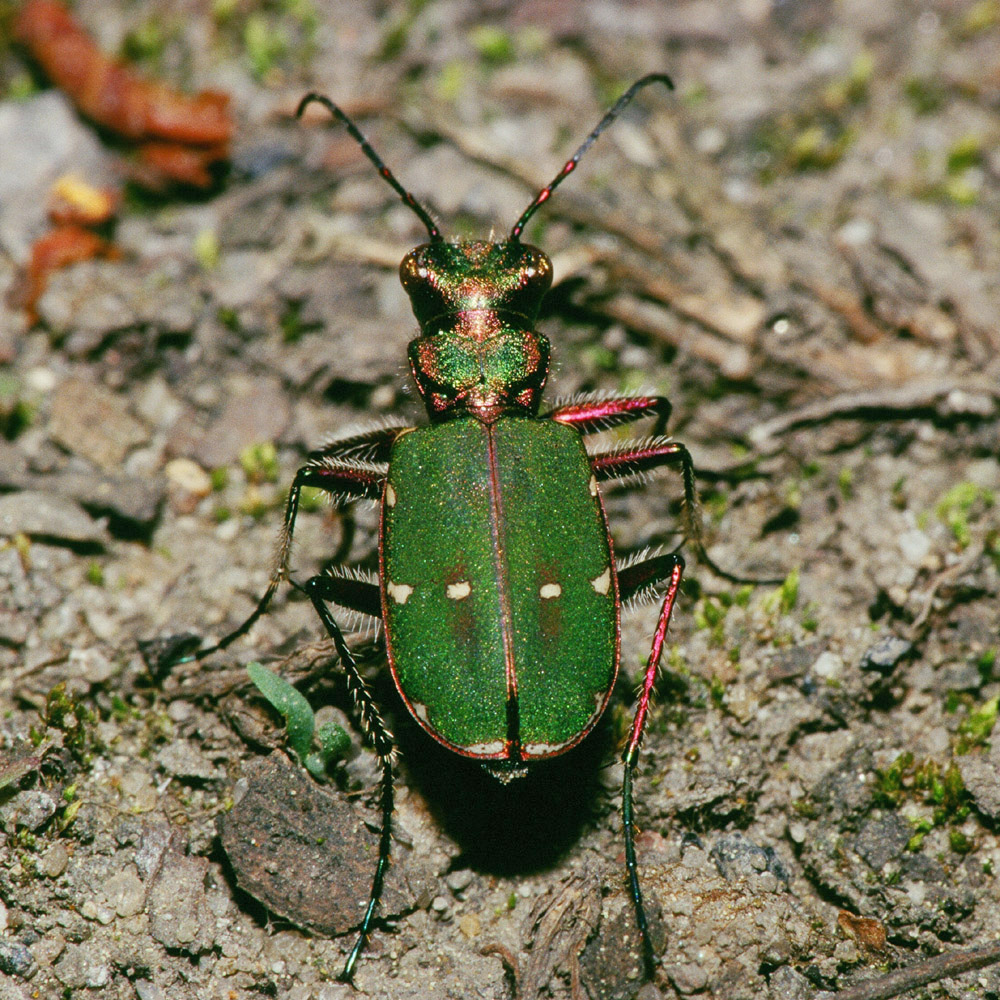
Cicindela campestris
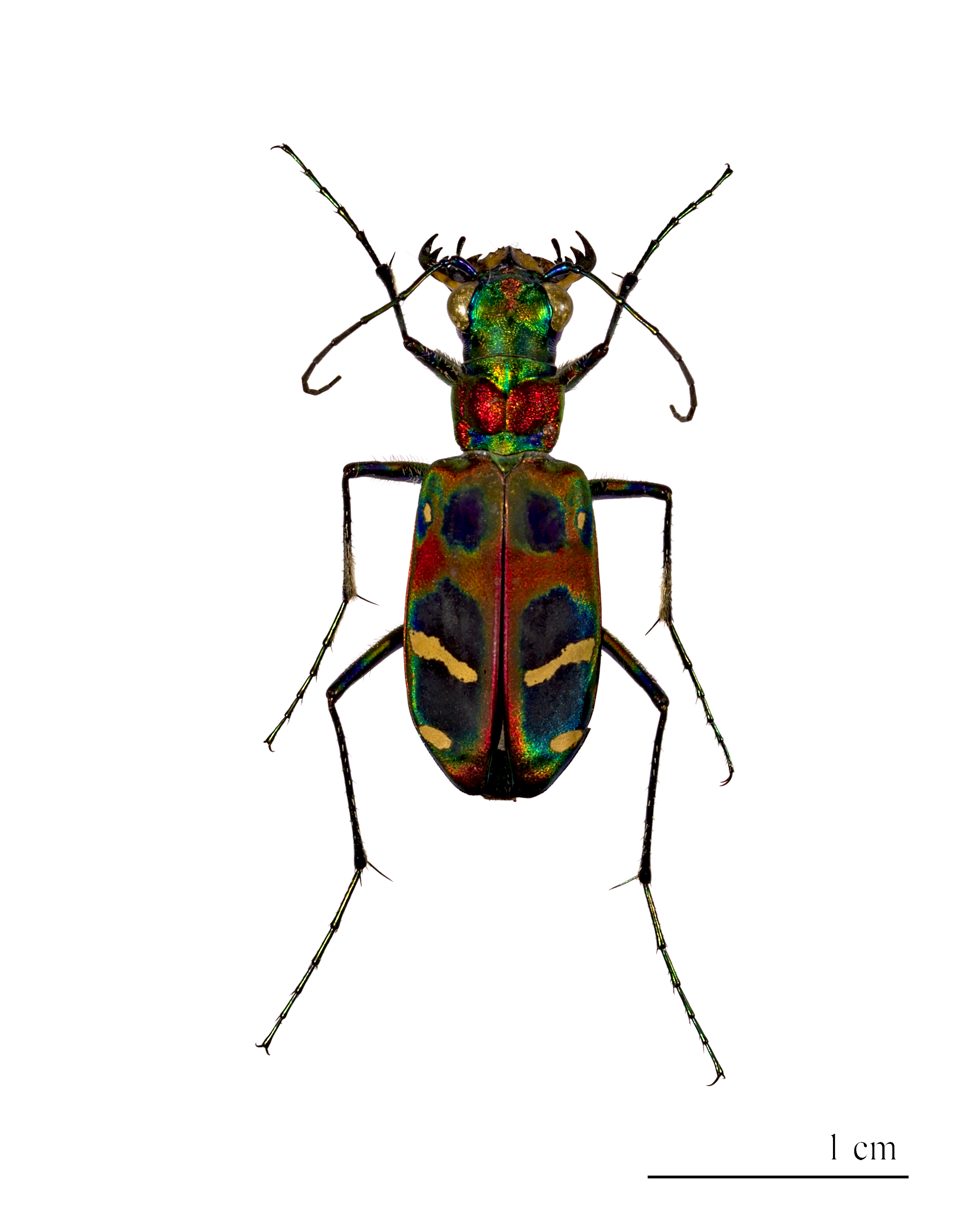
Cicindela chinensis
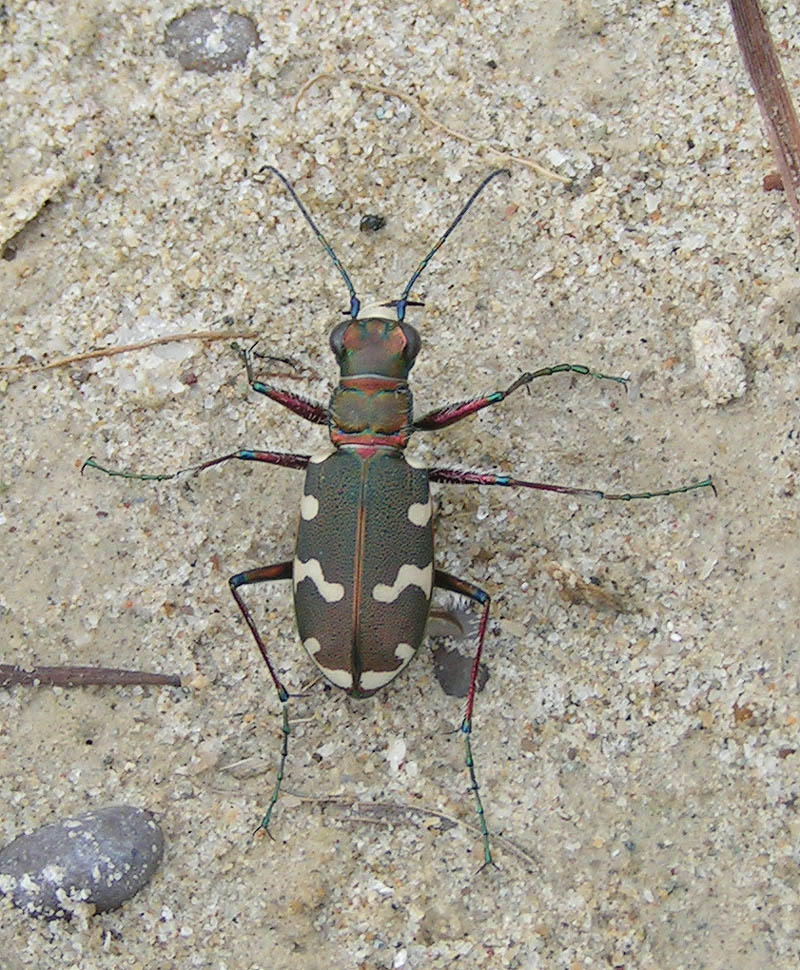
Cicindela hybrida
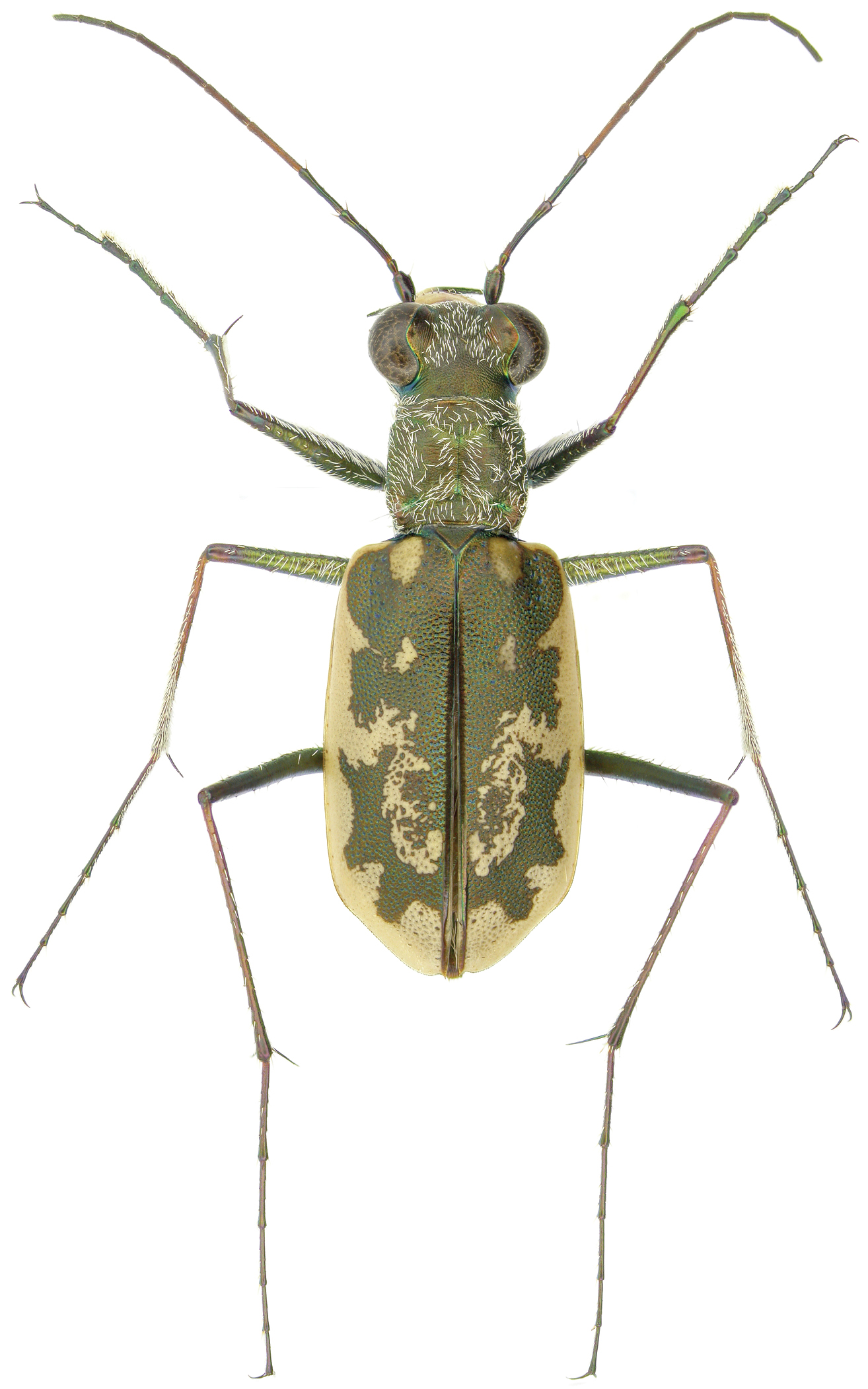
Cicindela marginata
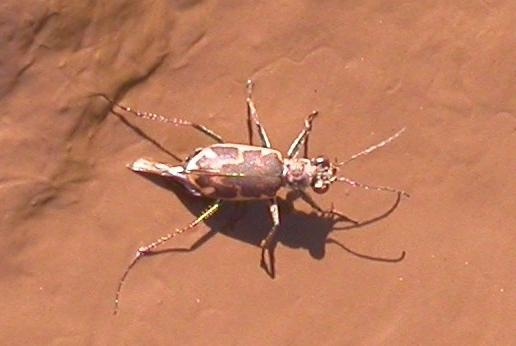
Cicindela nevadica lincolniana
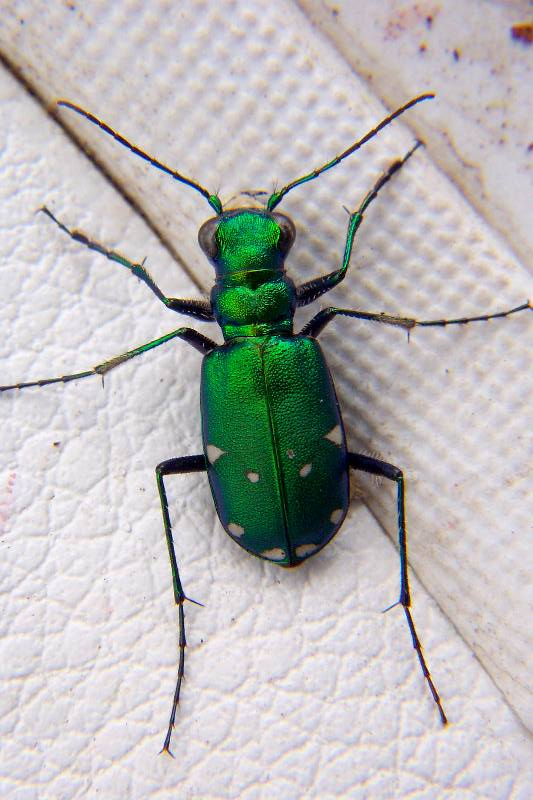
Cicindela sexguttata
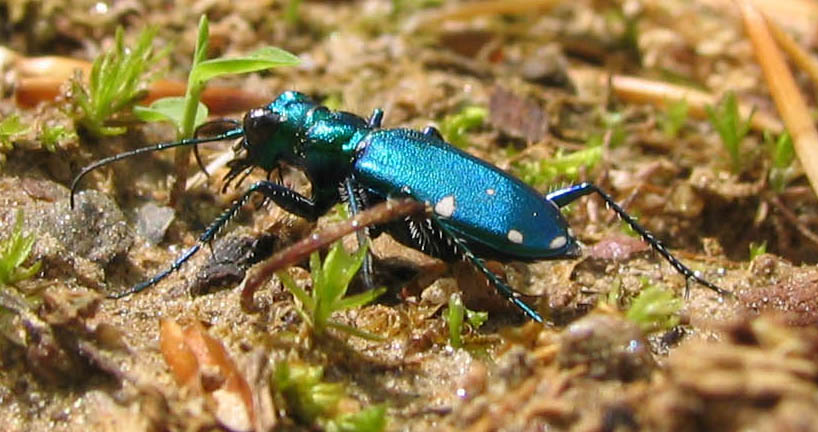
Cicindela sexguttata
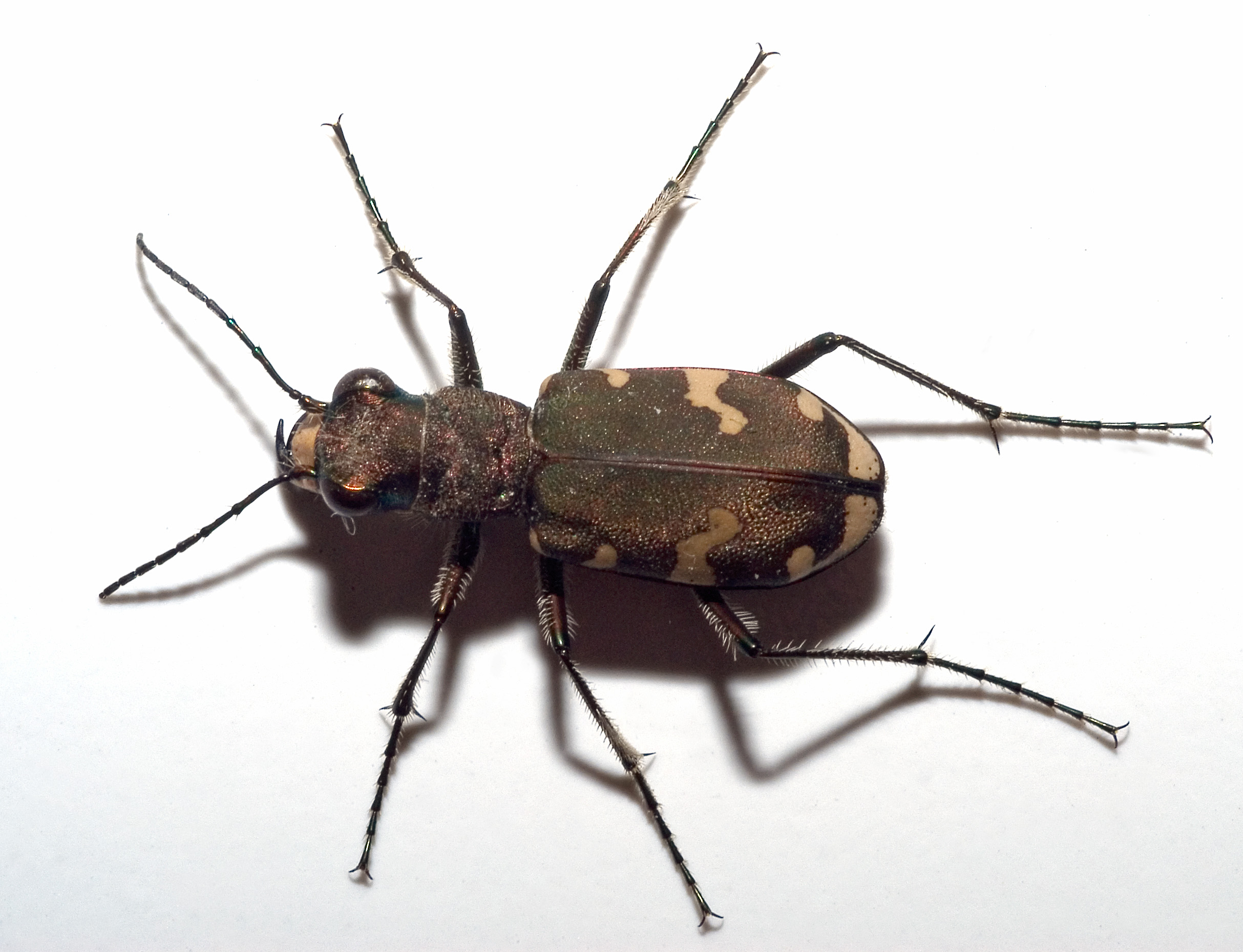
Cicindela sylvicola
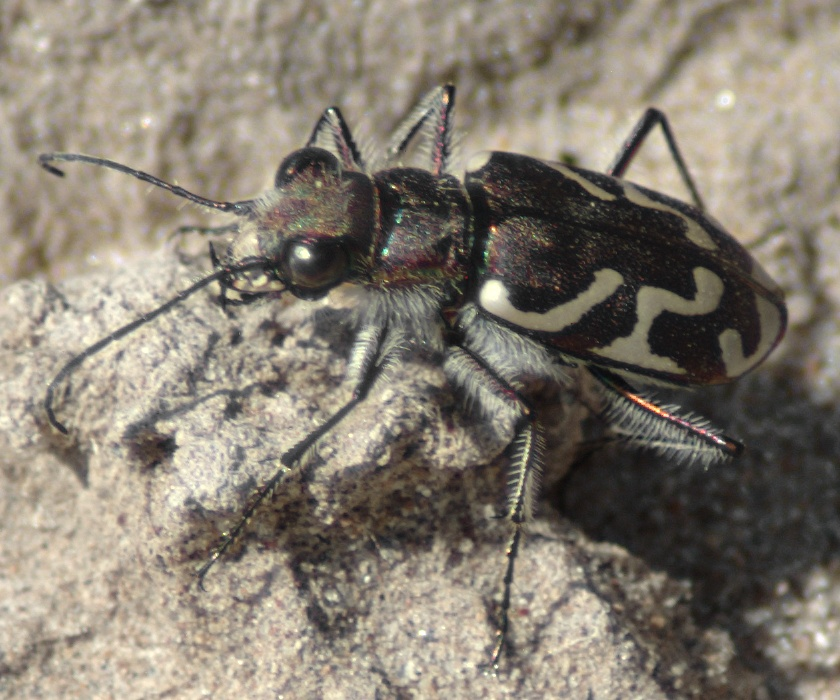
Cicindela tranquebarica
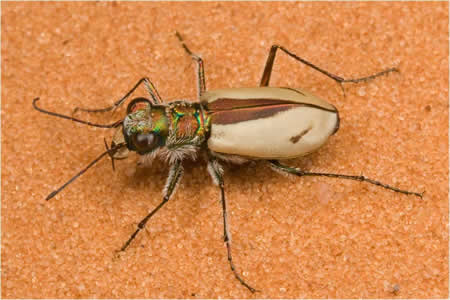
Cicindela albissima